# San Emigdio Mountains
Die San Emigdio Mountains sind ein Gebirge in der Transverse Ranges im Los Angeles County, im Kern County und im Ventura County in Südkalifornien. Das 2409 km² große Gebirge hat eine maximale Nord-Süd-Ausdehnung von 64 km und eine maximale Ost-West-Ausdehnung von 65 km. Höchster Punkt des Gebirges ist laut dem United States Geological Survey der 2284 m hohe San Emigdio Mountain, in anderen Quellen wird der 2686 m hohe Mount Pinos als höchster Berg der San Emigdio Mountains angegeben.

## Höchste Gipfel
- San Emigdio Mountain, 2284 m[1]
- Tecuya Mountain, 2182 m
- Brush Mountain, 2148 m
- Antimony Peak, 2087 m
- Eagle Rest Peak, 1830 m